# Base Aérea do Campo dos Afonsos
Base Aérea do Campo dos Afonsos är en flygbas i Brasilien.   Den ligger i kommunen Rio de Janeiro och delstaten Rio de Janeiro, i den sydöstra delen av landet, 900 km sydost om huvudstaden Brasília. Base Aérea do Campo dos Afonsos ligger 27 meter över havet.
Terrängen runt Base Aérea do Campo dos Afonsos är platt åt nordost, men åt sydväst är den kuperad.Runt Base Aérea do Campo dos Afonsos är det mycket tätbefolkat, med 5 021 invånare per kvadratkilometer.. Närmaste större samhälle är Rio de Janeiro, 17,9 km öster om Base Aérea do Campo dos Afonsos. 
Runt Base Aérea do Campo dos Afonsos är det i huvudsak tätbebyggt.